# Silo (Mario Rodríguez)
Mario Luis Rodríguez Cobos, más conocido como Silo (Mendoza, 6 de enero de 1938-Mendoza, 16 de septiembre de 2010), fue un escritor argentino, fundador del Movimiento Humanista.
Conferenciante activo, escribió libros, cuentos, artículos y estudios relacionados con política, sociedad, psicología, espiritualidad y otros temas. Aunque él se definía como escritor, muchos de sus lectores lo consideran un pensador.

## Biografía
Silo fue el tercer y último hijo de una familia de clase media de ascendencia española en Mendoza (Argentina) formada por Rafael Rodríguez (enólogo oriundo de la ciudad andaluza de Granada) y María Luisa Cobos (vasca, maestra de música), siendo sus hermanos Raquel y Guillermo. Cursó enseñanza primaria y media en los Hermanos Maristas con excelentes notas, mientras practicaba gimnasia artística y se especializó en caballo con arcos, especialidad en la que llegó a altos puestos de las clasificaciones regionales, llegando a ser campeón de Cuyo. Además se implicó en diversas organizaciones juveniles y llevó una vida social e intelectual muy activa. Realizó estudios particulares de idiomas, como francés e italiano, y de filosofía. También publicó artículos en revistas culturales.
Después de abandonar los estudios de Derecho en la Universidad de Córdoba viajó durante seis meses por América Latina (Argentina, Chile, Perú, Ecuador y Colombia). Posteriormente estudió tres cursos de Ciencias Políticas y Sociales en la Universidad Nacional de Cuyo siendo en dicha universidad donde empezó a formar grupos de investigación sobre el ser humano y su problemática existencial y social.
Con 24 años viajó por Europa y a su regreso ejerció distintos trabajos. En 1967 ―siguiendo "un ordenamiento hacia verdades más importantes" según consigna un periódico de la época― comenzó a presentar sus propuestas, mientras siguió formando grupos de estudio en Argentina y Chile. En 1969 organizó una alocución pública con miembros de estos grupos, que inicialmente fue prohibida por la dictadura militar aunque más tarde fue permitida en la montaña, alejada de las poblaciones. El 4 de mayo de 1969, Silo (de 31 años) habló ante unas doscientas personas reunidas en Punta de Vacas (provincia de Mendoza), paraje de la cordillera de los Andes cercano al cerro Aconcagua, siendo ésta la primera exposición pública de las ideas que, con el tiempo, formarían las bases del Movimiento Humanista. En esta arenga, conocida como «La curación del sufrimiento», expuso temas como la superación del dolor y el sufrimiento, el sentido de la vida, la violencia, el deseo y el placer. En ese lugar se erige hoy el Parque Histórico, uno de los numerosos parques de estudio y reflexión relacionados con su enseñanza.
Contrajo matrimonio con Ana Luisa Cremaschi, a quien conocía desde sus días juveniles, y más tarde nacerán sus dos hijos, Alejandro y Federico, con quienes siempre vivirá en su ciudad natal.
En 1972 publicó La mirada interna y los grupos iniciales se extienden a otros países, en parte debido a que las dictaduras militares provocan el exilio de muchos de sus partícipes. A principios de los años setenta, Silo creó la corriente de pensamiento que actualmente se denomina Nuevo Humanismo o Humanismo Universalista, y funda el Movimiento Humanista como conjunto organizado que pretende plasmar en la práctica dicho pensamiento. Se puede decir que dicho pensamiento abarca toda la existencia, no solo a nivel social sino también personal.
A partir de los años ochenta y con la orientación de Silo, el movimiento humanista inició una etapa de expansión en el mundo con la creación de organismos y frentes de acción: Partido Humanista con presencia en unos 30 países, la Comunidad para el Desarrollo Humano (asociación cultural), Convergencia de las Culturas (asociación civil), Mundo sin Guerras y sin Violencia (asociación anti-armamentista) y el Centro Mundial de Estudios Humanistas.
Durante 1981 fue invitado a expresar sus propuestas en diversos actos públicos organizados por sus discípulos en ciudades europeas y asiáticas, recorriendo Madrid, Roma, Berlín, posteriormente Bombay (India), y Colombo (Sri Lanka), volviendo luego a París, y más tarde San Francisco (California), y Ciudad de México. Expone con particular vigor la postura de la no violencia, manifestada en la superación del sufrimiento, el trato humano y la actitud de no buscar culpables. Estos aspectos relevantes de su pensamiento se recopilaron en Habla Silo.
En 1993, la Academia de Ciencias de Rusia lo distinguió con el doctorado honoris causa. En la ceremonia, realizada el 6 de octubre de ese año en Moscú, Silo defendió sus ideas sobre las «condiciones predialogales», concluyendo su presentación con estas palabras: «No habrá diálogo cabal sobre las cuestiones de fondo de esta civilización hasta que se empiece, socialmente, a descreer de tanta ilusión alimentada con los espejuelos del sistema actual. Entre tanto, el diálogo seguirá siendo insustancial y sin conexión con las motivaciones profundas de la sociedad. Cuando la Academia me hizo llegar su reconocimiento, comprendí que en algunas latitudes se ha comenzado a mover algo nuevo, algo que empezando en diálogo de especialistas estará luego ocupando la plaza pública».

### Últimos años
A comienzos de 2002, Silo anunció su retiro del Movimiento Humanista, después de haberlo impulsado por 32 años. Lo hizo trasladando la orientación del Movimiento Humanista a una asamblea, compuesta por los coordinadores generales de dicho movimiento. Para agosto de 2007 había alrededor de 400 miembros en esta asamblea.[cita requerida]
A mediados de 2002 lanzó El mensaje de Silo comprendido por un libro, una experiencia y un camino.
Entre sus proyectos más recientes se encuentra el impulso para la construcción de complejos edificados denominados Parques de Estudio y Reflexión en Argentina, Chile, España, Estados Unidos, Italia, India y Egipto, entre otros sitios geográficos. El dinero para construir estos parques se obtiene de donaciones voluntarias.
Durante la década de 2000 vuelve a disertar en Punta de Vacas en diversas ocasiones con su propuesta de reconciliación, de acceder a lo profundo y lo sagrado del ser humano, aceptando invitaciones para exponer su mensaje y acudiendo a lugares humildes, como casas de familia o salitas de barrio en el mismo Mendoza, Gran Buenos Aires, Santiago de Chile o Quito. Además asiste a los eventos que se organizan en Lisboa, Roma, el norte de Italia y otros sitios. Por otra parte, al irse organizando Salas del Mensaje y Parques de Estudio y Reflexión en torno a su obra, Silo acude a diversos actos inaugurales de estos lugares como en La Reja (Buenos Aires), Manantiales (Santiago de Chile), Carcarañá (Rosario, Argentina), Toledo (España), Attigliano (Roma, Italia), etc.
Una de sus últimas intervenciones públicas la realizó en Berlín el 11 de noviembre de 2009, invitado por los premios Nobel de la Paz para hablar en su 10.ª Cumbre Mundial, con motivo del paso por esa ciudad de la Marcha Mundial por la Paz y la No violencia. En esta ocasión, con su conferencia titulada "El significado de la Paz y la No-violencia en el momento actual. La Marcha Mundial", Silo exhortó al desarme nuclear mundial como principal urgencia.
Sus últimos años los pasó en Chacras de Coria, un pueblo en los alrededores de la ciudad de Mendoza. Falleció en su hogar, el 16 de septiembre de 2010, luego de padecer por más de un año una enfermedad renal.
Su figura es controvertida, ya que sus seguidores lo consideran un guía espiritual, mientras sus críticos lo califican de líder mesiánico (véase la sección Críticas). Él se refería a sí mismo como un escritor y practicante de lo que llamaba una «religiosidad interna».
Existen pocas entrevistas e intervenciones en medios de comunicación de Silo. Sin embargo, las más abundantes fueron realizadas en Chile a comienzos de los años noventa (con el retorno a la democracia) en los principales programas de debate de los medios televisivos del país.

## Pensamiento

### En psicología
El concepto de intencionalidad de la conciencia, que había sido retomado por Franz Brentano a partir de la escolástica medieval y desarrollado por Edmund Husserl en Ideas relativas a una fenomenología pura y una filosofía fenomenológica, cobra importancia central en el pensamiento de Silo. En él se parte de la diferenciación entre sensación, percepción e imagen:

Entenderemos a la sensación como el registro que se obtiene al detectar un estímulo proveniente del medio externo o interno y que hace variar el tono de trabajo del sentido afectado. [...] Entenderemos a la percepción como una estructuración de sensaciones efectuadas por la conciencia refiriéndose a un sentido, o a varios sentidos. [...] Preferimos entender a la imagen como a una re-presentación estructurada y formalizada de las sensaciones o percepciones que provienen o han provenido del medio externo o interno. La imagen pues, no es “copia” sino síntesis, intención y, por tanto, tampoco es mera pasividad de la conciencia. [...] En este trabajo pretendemos dar cuenta de la imagen como un modo activo de estar la conciencia en el mundo, como un modo de estar que no puede ser independiente de la espacialidad y como un modo en el que las numerosas funciones con que cumple, dependen de la posición que asume en esa espacialidad. [...] A toda percepción corresponde una representación que indefectiblemente modifica los datos de la “realidad”. Dicho de otro modo: la estructura percepción-imagen es un comportamiento de la conciencia en el mundo, cuyo sentido es la transformación de ese mundo. [...] Este modo de estar la conciencia en el mundo es básicamente un modo de acción en perspectiva cuya referencia espacial inmediata es el propio cuerpo, no ya solamente el intracuerpo. Pero el cuerpo al ser objeto del mundo, es también objeto del paisaje y objeto de transformación. El cuerpo termina deviniendo prótesis de la intencionalidad humana. Si las imágenes permiten reconocer y actuar, conforme se estructure el paisaje en individuos y pueblos, conforme sean sus necesidades (o lo que consideren que sean sus necesidades), así tenderán a transformar el mundo.
Silo, Psicología de la imagen - Contribuciones al pensamiento

Asimismo, rechaza las ideas de inconsciente y de subconsciente como mitos epocales cuyas premisas científicas están incorrectamente formuladas, para centrarse en el estudio de la copresencia, los impulsos, los niveles de conciencia, los centros de respuesta, etc., como parte del siquismo y del funcionamiento de la conciencia. También el pensamiento de Silo es novedoso en la definición del espacio de representación:

Pero como todos los sentidos producen su representación y esta representación está dada en un espacio mental, este espacio pone un ámbito en el que se emplazan las representaciones que han provenido de distintas fuentes perceptuales. Este espacio no es sino el conjunto de representaciones internas del propio sistema cenestésico. De tal modo que el espacio mental es una suerte de pantalla que reproduce los impulsos de la propia cenestesia. Así es que todo fenómeno de percepción que llega al aparato de coordinación, se emplaza en algún punto de la pantalla de representación. Se trate de un sonido, se trate de un olor o se trate de un objeto que entra por vía visual, en todos los casos se emplaza en algún punto del espacio de representación. Este espacio no solamente tiene gradación en dos planos, sino que tiene profundidad, tiene volumen y reproduce, aproximadamente, al propio cuerpo. Se trata de un “cuerpo” de representación, o si se quiere, de un “trasfondo referencial espacial”.
Silo, Psicología II – Apuntes de psicología

### En la concepción del ser humano
Silo se diferencia aún más de los ámbitos académicos en una concepción del ser humano que le llevó a la formación del Movimiento Humanista. De hecho, en la definición de Movimiento Humanista como el conjunto de personas que estudian e interpretan las necesidades del ser humano y ponen las condiciones para avanzar del campo de la determinación al campo de la libertad, es decir, para la superación del dolor y del sufrimiento tanto individual como socialmente, está implícita su idea del ser humano:

El hombre es el ser histórico, cuyo modo de acción social transforma a su propia naturaleza.
Si admito lo anterior, habré de aceptar que ese ser puede transformar intencionalmente su constitución física. Y así está ocurriendo. Comenzó con la utilización de instrumentos que puestos adelante de su cuerpo como “prótesis” externas le permitieron alargar su mano, perfeccionar sus sentidos y aumentar su fuerza y calidad de trabajo. Naturalmente no estaba dotado para los medios líquido y aéreo y sin embargo creó condiciones para desplazarse en ellos, hasta comenzar a emigrar de su medio natural, el planeta Tierra. Hoy, además, está internándose en su propio cuerpo cambiando sus órganos; interviniendo en su química cerebral; fecundando in vitro y manipulando sus genes. Si con la idea de “naturaleza” se ha querido señalar lo permanente, tal idea es hoy inadecuada aún si se la quiere aplicar a lo más objetal del ser humano es decir, a su cuerpo. Y en lo que hace a una “moral natural”, a un “derecho natural”, o a “instituciones naturales” encontramos, opuestamente, que en ese campo todo es histórico-social y nada allí existe “por naturaleza”.
Silo, Cuarta carta a mis amigos

La acción de los humanistas no se inspira en teorías fantasiosas acerca de Dios, la Naturaleza, la Sociedad o la Historia. Parte de las necesidades de la vida que consisten en alejar el dolor y aproximar el placer. Pero la vida humana agrega a las necesidades su previsión a futuro basándose en la experiencia pasada y en la intención de mejorar la situación actual. Su experiencia no es simple producto de selecciones o acumulaciones naturales y fisiológicas, como sucede en todas las especies, sino que es experiencia social y experiencia personal lanzadas a superar el dolor actual y a evitarlo a futuro. Su trabajo, acumulado en producciones sociales, pasa y se transforma de generación en generación en lucha continua por mejorar las condiciones naturales, aún las del propio cuerpo. Por esto, al ser humano se lo debe definir como histórico y con un modo de acción social capaz de transformar al mundo y a su propia naturaleza. Y cada vez que un individuo o un grupo humano se impone violentamente a otros, logra detener la historia convirtiendo a sus víctimas en objetos “naturales”. La naturaleza no tiene intenciones, así es que al negar la libertad y las intenciones de otros, se los convierte en objetos naturales, en objetos de uso.
Silo, Sexta carta a mis amigos

### En el campo de lo espiritual
Silo explica su pensamiento respecto a lo espiritual en estos términos:

Todo ser humano debe contar con pleno derecho a creer o no creer en la inmortalidad y lo sagrado. El Mensaje da la mayor importancia al tema de la inmortalidad y lo sagrado porque de acuerdo a cómo se emplace una persona frente a esto, así será la orientación de su vida. También asume las dificultades de examinar abiertamente las creencias fundamentales chocando con las censuras y autocensuras que inhiben al pensamiento libre y a la buena conciencia.
En el contexto de la libre interpretación, para unos la inmortalidad se refiere a las acciones realizadas en vida pero que se continúan en el mundo a pesar de la muerte física. Para otros, la memoria que se conserva en los seres queridos, o aún en las sociedades, garantiza la persistencia después de la muerte física.
Para otros, la inmortalidad es aceptada como persistencia personal en otro nivel de existencia.
Siguiendo con la libre interpretación, algunos sienten a lo sagrado como el afecto más profundo. Para ellos, los hijos y otros seres muy queridos representan lo sagrado y poseen un máximo valor que no debe ser envilecido por ningún motivo. Hay quienes consideran sagrado al ser humano y a sus derechos universales. Otros, experimentan a la divinidad como la esencia de lo sagrado.
Las diferentes posturas frente a los temas de la inmortalidad y lo sagrado, no deben ser simplemente “toleradas” sino genuinamente respetadas.
Silo, El mensaje de Silo

## Libros publicados
- 1969: Manual del poder joven.[22]
- 1979: La mirada interna.
- 1981: El paisaje interno.
- 1989: Humanizar la Tierra (consta de La mirada interna, El paisaje interno y El paisaje humano).
- 1989: Experiencias guiadas.
- 1991: Contribuciones al pensamiento.
- 1991: Mitos raíces universales.
- 1993: Cartas a mis amigos.
- 1993: El día del léon alado.
- 1996: Diccionario del Nuevo Humanismo.
- 1996: Habla Silo.
- 1998: Obras completas - Volumen I.
- 2002: Obras completas - Volumen II.
- 2006: Apuntes de psicología (recopilación de conferencias de 1975, 1976, 1978 y 2006).
- 2008: El mensaje de Silo.

Sus obras fueron traducidas a varios idiomas.

## Críticas e influencia

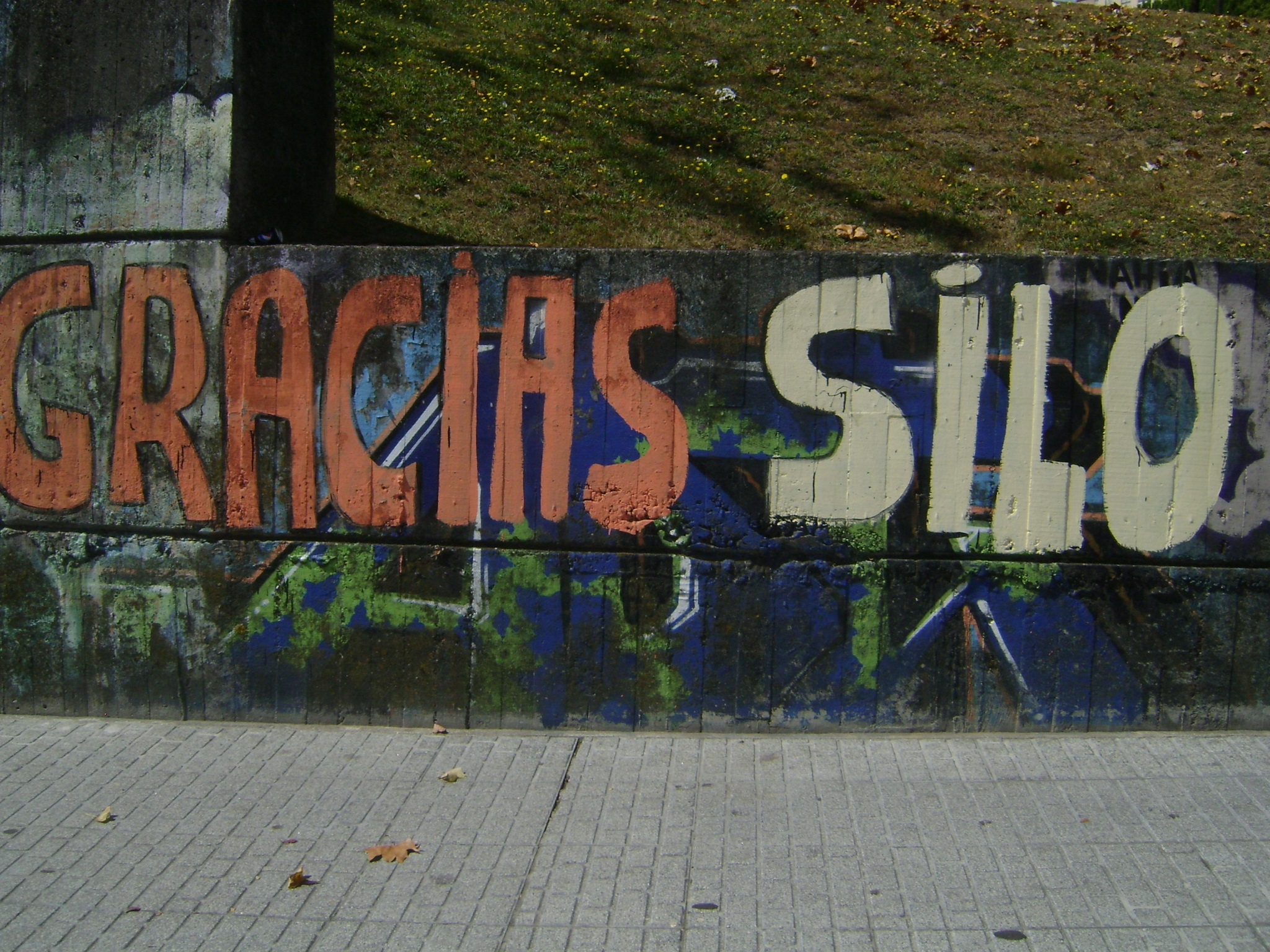
Grafiti en La Coruña, España en apoyo a Silo.

A principios de los años setenta y desde sectores de la izquierda chilena se acusó a Silo de ser fascista y de estar creando un movimiento reaccionario. Al mismo tiempo, la Iglesia católica lo acusaba de amenazar a la familia y a la moral cristiana, tal y como aparece en los diarios chilenos de la época. Según los siloístas esta campaña habría sido una reacción a la creciente influencia de Silo en los jóvenes y a que en realidad proponía una nueva izquierda humanista de ideología no marxista.
En ocasiones, sus detractores han querido hacerle aparecer como líder mesiánico o sectario. Así, su trayectoria ha ido desenvolviéndose entre quienes lo estudian, comprenden y difunden sus propuestas, y detenciones, oposición virulenta y prensa no siempre fidedigna. No obstante, siempre pudo llegar a la gente simple y común a quienes dirigió su mensaje. El 6 de junio de 1986 Silo dio una conferencia en la Casa Suiza de Buenos Aires, titulada "Silo opina sobre la religiosidad en el mundo actual" en la que expuso claramente su filosofía y sus ideas más importantes. 
Algunas instituciones ―como la Asamblea Legislativa de Costa Rica― mostraron reconocimiento a su trayectoria en los días posteriores a su fallecimiento.
La influencia de Silo quedó reflejada en notas necrológicas en el diario Página/12 de Argentina y en el diario El País de España. Este último se refiere a Silo como «fundador de una filosofía que llegó a reunir a un millón de seguidores en más de 100 países» y «un personaje extraño para Occidente, pero no lo hubiese sido de haber nacido en Oriente. Pregonaba un cambio espiritual y social a la vez para la refundación de la “nación humana”».
Dos meses después de su deceso se presentó el documental El Sabio de los Andes y el audiolibro Gracias Silo, del marplatense Horacio Mesón.